# Puerto Ricos damlandslag i fotboll
Puerto Ricos damlandslag i fotboll representerar Puerto Rico i fotboll på damsidan. Dess förbund är Puerto Rican Football Federation.